# Île McMillan
L'île McMillan est une île de Colombie-Britannique sur le fleuve Fraser.

## Géographie
Elle est située au Nord de Fort-Langley et au Sud de Maple Ridge dont elle est séparée par le Bedford Channel (en). Elle est reliée par un pont à Fort-Langley. 

## Histoire
L'île est un territoire traditionnel des Kwantlen First Nation (en). 85 % de sa population appartient aux Kwantlen. Elle est catégorisée comme 6e réserve Kwantlen. 